# کرلو (واشینگتن)
کرلو (به انگلیسی: Curlew) یک منطقهٔ مسکونی در ایالات متحده آمریکا است که در شهرستان فری، واشینگتن واقع شده‌است. کرلو ۱٫۹۶ کیلومتر مربع مساحت و ۱۱۸ نفر جمعیت دارد و ۵۴۸٫۹۵ متر بالاتر از سطح دریا واقع شده‌است.